# Peloridiidae
Peloridiidae (лат.) — семейство полужесткокрылых насекомых, выделяемое в монотипный подотряд Coleorrhyncha. Представители демонстрируют гондванское распространение: известны из Патагонии, Австралии и Океании.

## Внешний вид и образ жизни
Peloridiidae — мелкие, редко встречающиеся насекомые размером 2—4 мм, населяющие сильно обводнённый мох и листовой опад в лесах южного бука (Nothofagus). Представители утратили способность к полёту (за исключением одного вида, Peloridium hammoniorum). Для Hackeriella veitchi описано передвижение путём прыжков и акустическая коммуникация.

## Таксономия
Ранее Peloridiidae вместе с Auchenorrhyncha и Sternorrhyncha объединяли в отряд равнокрылых (Homoptera).
В семействе насчитывают 25 видов, объединяемых в 13 родов:
- Hackeriella Evans, 1972 — 2 вида, Австралия
- Hemiodoecellus Evans, 1959 — 1 вид, Австралия
- Hemiodoecus China, 1924 — 1 вид, Австралия
- Hemiowoodwardia Evans, 1972 — 1 вид, Австралия
- Howeria Evans, 1959 — 3 вида, остров Лорд-Хау
- Kuscheloides China, 1962 — 1 вид, Южная Америка
- Oiophysa Drake and Salmon, 1950 — 5 видов, Новая Зеландия
- Oiophysella Evans, 1982 — 1 вид, Новая Каледония
- Pantinia China, 1962 — 1 вид, Южная Америка
- Peloridium Breddin, 1897 — 1 вид, Южная Америка
- Peloridora China, 1955 — 3 вид, Южная Америка
- Xenophyes Bergroth, 1924 — 2 вида, Новая Зеландия
- Xenophysella Evans, 1982 — 3 вида, Новая Зеландия